# Phare de Nyhamn
Le phare de Nyhamn (en suédois : Nyhamns fyr, en finnois : Nyhamnin majakka) était un feu situé sur l'île de Lilla Båtskär à environ 8 km au sud de la municipalité de Mariehamn, en région d'Åland (Finlande).

## Histoire
Le phare a été achevé en 1958. Il a été construit dans l'ancienne tour minière. L'île était avant cela une zone d'extraction expérimentale de minerai de fer.
Le phare a été fermé le 11 juillet 2007 et, la même année, un parc éolien a été ouvert sur l'île. L'ancienne tour minière et d'autres bâtiments subsistent sur de l'île. Elle est proche de la grande île de Lågskär et du phare de Lågskär .

## Description
Le phare  était une tour cylindrique en béton armé de 34 mètres de haut, avec une galerie et petite lanterne. L'édifice est peint en brun. Sa portée nominale était de 8.5 milles nautiques (environ 18 km).
Identifiant : ARLHS : ALA-001 - ex-Amirauté : C4530 - ex-NGA : 16124.
|              |
| Îles d'Åland |

|       |
| L'île |

### Lien connexe
- Liste des phares de Finlande